# Фонтанелла, Мария Анна
Мари́я А́нна Фонтане́лла (итал. Maria Anna Fontanella), или Мариа́нна Фонтане́лла (итал. Marianna Fontanella), в монашестве Мари́я А́нгелов (итал. Maria degli Angeli; 7 января 1661, Турин — 16 декабря 1717, Турин) — блаженная Римско-католической церкви, монахиня — босая кармелитка (O.C.D.), мистик, основательница монастыря Святого Иосифа в Монкальери.

## Биография

### Ранние годы и призвание
Мария Анна родилась в Турине 7 января 1661 года. Она была девятым ребёнком из двенадцати детей в семье Джованни Донато Фонтанелла и Марии, урождённой Тана ди Кьери, графов ди Сантена. Родители её были пьемонтскими дворянами. По материнской линии Мария Анна приходилась родственницей святому Людовику Гонзага. Она была активным ребенком, но уже в раннем детстве в ней пробудилось стремление к благочестию. Когда в 8 лет она серьёзно заболела, то всё своё упование девочка возложила на Матерь Божию и выздоровела. Какое-то время после этого Марианна обучалась в обители цистерцианок в Салуццо.
Став девушкой, она никак не могла решиться осуществить своё призвание и поступить в монастырь. Случайно встретив в соборе Турина монахинь босых кармелиток, Марианна приняла окончательное решение стать одной из них. Когда ей исполнилось 14 лет у неё умер отец. Через год, преодолев сопротивление со стороны семьи — 19 ноября 1676 года — она вступила в монастырь Святой Кристины в Турине, основанный в 1639 году принцессами из Савойской династии и принадлежавший ордену босых кармелиток.
26 декабря 1676 года Марианна принесла монашеские обеты и приняла новое имя Марии Ангелов. Вскоре ей поручили послушание наставницы новиций. Ведя аскетическую жизнь, она не отказывала в молитве и помощи никому, кто в ней нуждался.
В 1694 году Святой Престол подтвердил её избрание в настоятельницы. Мария обладала даром духовничества. К ней обращались люди из разных сословий и слоев общества, среди которых были и члены герцогской семьи — принц и принцесса Савойские, мать и жена герцога и сам герцог Виктор Амадей II, правивший Пьемонтом. Ещё одним духовным сыном подвижницы был известный религиозный деятель — блаженный Себастьян Вальфре.
16 сентября 1703 года Мария основала монастырь босых кармелиток в Монкальери, но из-за позиции светских властей, которые оказали сильное давление на руководство ордена, подвижница не смогла удалиться из Турина. Здесь она продолжала заботиться о монахинях в Монкальери, занимаясь их духовным образованием. Скончалась в Турине 16 декабря 1717 года.

## Почитание
Папа Пий IX 25 апреля 1865 года причислил её к лику блаженных. Святые мощи подвижницы почитаются в церкви босых кармелитов в Монкальери.